# 托雷蒙多维
托雷蒙多维（義大利語：Torre Mondovì），是意大利库内奥省的一个市镇。总面积18平方公里，人口507人，人口密度28.2人/平方公里（2009年）。ISTAT代码为004227。